# Nilsson Schmilsson
Nilsson Schmilsson är ett musikalbum av Harry Nilsson som lanserades 1971 på RCA Records. Albumet som var hans sjunde studioalbum kom att bli hans framgångsrikaste skiva. Dess tre singlar  Coconut" och "Jump into the Fire" blev alla amerikanska hitlåtar. Bäst gick "Without You" som toppade Billboard Hot 100-listan. Låten är komponerad av Pete Ham och Tom Evans från den brittiska rockgruppen Badfinger. Albumet spelades in i Trident Studios i London och producerades av Richard Perry. Skivan hade 1972 sålt guld i USA. Nilsson Schmilsson var ett av albumen som medtogs när magasinet Rolling Stone sammanställde listan The 500 Greatest Albums of All Time.

## Låtlista

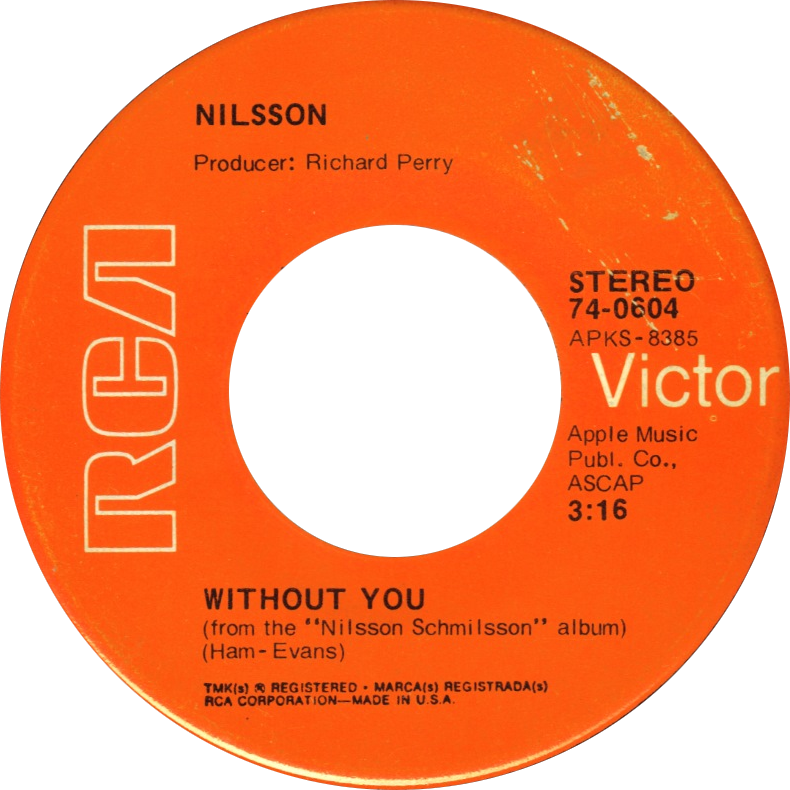
Without You - Nilsson Schmilsson 1971.

(låtar utan angiven upphovsman skrivna av Harry Nilsson)
1. "Gotta Get Up" - 2:24
2. "Driving Along" - 2:02
3. "Early in the Morning" (Leo Hickman, Louis Jordan, Dallas Bartley) - 2:48
4. "The Moonbeam Song" - 3:18
5. "Down" - 3:24
6. "Without You" (Pete Ham, Tom Evans) - 3:17
7. "Coconut" - 3:48
8. "Let the Good Times Roll" (Shirley Goodman, Leonard Lee) - 2:42
9. "Jump into the Fire" - 6:54
10. "I'll Never Leave You" - 4:11

## Listplaceringar
| Lista (1971-1972) | Position            |
| ----------------- | ------------------- |
| Australien        | 2 (Go Set)          |
| Finland           | 15                  |
| Kanada            | 4 (RPM)             |
| Norge             | 22 (VG-lista)       |
| Storbritannien    | 4 (UK Albums Chart) |
| USA               | 3 (Billboard 200)   |
| Västtyskland      | 43                  |